# Станичење
Станичење је насеље Града Пирота у Пиротском округу. Према попису из 2022. има 359 становника (према попису из 2002. било је 609 становника).
Овде је пронађена античка некропола током радова на источном краку Коридора 10. Још један локалитет пронађен је 2017. године.
Овде се налазе Бегов мост у Станичењу, Железничка станица Станичење и Вотивна двоколица из Станичења.

## Историја
По извештају из 1896. године у месту је била српска основна четрвороразредна школа са 43 ученика. По разредима: 12, 10. 8, 13.

## Демографија
У насељу Станичење живи 518 пунолетних становника, а просечна старост становништва износи 47,7 година (46,0 код мушкараца и 49,4 код жена). У насељу има 207 домаћинстава, а просечан број чланова по домаћинству је 2,94.
Ово насеље је великим делом насељено Србима (према попису из 2002. године), а у последња три пописа, примећен је пад у броју становника.
|  |

| Демографија | Демографија | Демографија |
| Година      | Становника  | Становника  |
| ----------- | ----------- | ----------- |
| 1948.       | 1.388       |             |
| 1953.       | 1.395       |             |
| 1961.       | 1.299       |             |
| 1971.       | 1.090       |             |
| 1981.       | 845         |             |
| 1991.       | 742         | 742         |
| 2002.       | 609         | 610         |

| Етнички састав према попису из 2002.‍ | Етнички састав према попису из 2002.‍ | Етнички састав према попису из 2002.‍ | Етнички састав према попису из 2002.‍ | Етнички састав према попису из 2002.‍ |
| ------------------------------------ | ------------------------------------ | ------------------------------------ | ------------------------------------ | ------------------------------------ |
|                                      |                                      |                                      |                                      |                                      |
| Срби                                 | Срби                                 |                                      | 598                                  | 98,19%                               |
| Роми                                 | Роми                                 |                                      | 9                                    | 1,47%                                |
| Македонци                            | Македонци                            |                                      | 1                                    | 0,16%                                |
| непознато                            | непознато                            |                                      | 1                                    | 0,16%                                |

| Година пописа     | 1948. | 1953. | 1961. | 1971. | 1981. | 1991. | 2002. |
| ----------------- | ----- | ----- | ----- | ----- | ----- | ----- | ----- |
| Број домаћинстава | 272   | 295   | 308   | 287   | 274   | 244   | 207   |

| Број чланова      | 1  | 2  | 3  | 4  | 5  | 6  | 7 | 8 | 9 | 10 и више | Просек |
| ----------------- | -- | -- | -- | -- | -- | -- | - | - | - | --------- | ------ |
| Број домаћинстава | 50 | 61 | 28 | 24 | 21 | 15 | 5 | 0 | 3 | 0         | 2,94   |

| Пол    | Укупно | Неожењен/Неудата | Ожењен/Удата | Удовац/Удовица | Разведен/Разведена | Непознато |
| ------ | ------ | ---------------- | ------------ | -------------- | ------------------ | --------- |
| Мушки  | 272    | 53               | 180          | 34             | 3                  | 2         |
| Женски | 266    | 32               | 181          | 50             | 3                  | 0         |
| УКУПНО | 538    | 85               | 361          | 84             | 6                  | 2         |

| Пол    | Укупно                    | Пољопривреда, лов и шумарство | Рибарство                            | Вађење руде и камена | Прерађивачка индустрија       |
| ------ | ------------------------- | ----------------------------- | ------------------------------------ | -------------------- | ----------------------------- |
| Мушки  | 101                       | 5                             | 0                                    | 0                    | 42                            |
| Женски | 57                        | 7                             | 0                                    | 0                    | 38                            |
| УКУПНО | 158                       | 12                            | 0                                    | 0                    | 80                            |
| Пол    | Производња и снабдевање   | Грађевинарство                | Трговина                             | Хотели и ресторани   | Саобраћај, складиштење и везе |
| Мушки  | 0                         | 15                            | 8                                    | 0                    | 10                            |
| Женски | 0                         | 1                             | 1                                    | 0                    | 0                             |
| УКУПНО | 0                         | 16                            | 9                                    | 0                    | 10                            |
| Пол    | Финансијско посредовање   | Некретнине                    | Државна управа и одбрана             | Образовање           | Здравствени и социјални рад   |
| Мушки  | 0                         | 4                             | 2                                    | 3                    | 5                             |
| Женски | 0                         | 1                             | 0                                    | 1                    | 6                             |
| УКУПНО | 0                         | 5                             | 2                                    | 4                    | 11                            |
| Пол    | Остале услужне активности | Приватна домаћинства          | Екстериторијалне организације и тела | Непознато            | Непознато                     |
| Мушки  | 1                         | 0                             | 0                                    | 6                    | 6                             |
| Женски | 0                         | 0                             | 0                                    | 2                    | 2                             |
| УКУПНО | 1                         | 0                             | 0                                    | 8                    | 8                             |

## Црква
У селу се налази црква Св. Николе, најстарија црква у Понишављу. У питању је једнобродна грађевина с краја 13. века, која је живописана 1331/32. године. На сачуваном ктиторском натпису пише:  извољењем Оца и свршењем Сина и поспешењем Светога Духа, сазда се и ослика овај храм Св. Николе о трошку Арсенија и Јефимије и Константина (...) у дане благоверног цара Ивана Асена, а код господина Белаура године 1331-1332.